# Idioma awajún
El awajún o aguaruna es una lengua autóctona americana de la familia jívara hablado por 33 290 peruanos del pueblo awajún. La lengua está distribuida en la porción del río Marañón así como los ríos Potro, Mayo, y Cahuapanas. Según Ethnologue hay poquísimos monolingües, casi todos también son fluidos en el castellano, aún su lenguaje es oficial. Hay opiniones positivas hacia al idioma, algo que puede corroborarse por el alfabetismo de entre 60 y 100 % en awajún y 50 a 70 % para el castellano como segundo idioma. Huambisa y Achuar-Shiwiar son idiomas cercanamente relacionados. Esta lengua tiene un diccionario y reglas de gramática han sido desarrolladas. Sus hablantes son gente que vive de la agricultura: cultivan en sus chacras productos alimenticios como yuca, camote, plátano y maíz; y especialmente, algodón, cuyos copos tiñen, hilan y tejen con óptima habilidad. Además practican la pesca en los ríos de su territorio.
Los awajún llaman a su lengua iinia chichama que significa simplemente 'nuestra lengua', el término aints con el que se autodenominan significa simplemente 'personas'.

## Descripción lingüística

### Fonología
La lengua awajún posee 12 consonantes, entre las cuales /ɾ/ y /ʔ/ aparecen muy poco teniendo una distribución limitada. Los alófonos vocálicos [y], [ɰ], [w] son tratados como consonantes en la mayor parte de los procesos fonológicos. Las oclusivas sonoras [b], [d] pueden ser consideradas como variantes alofónicas de /m/, /n/ pero el contexto para su realización no es estrictamente fonológico por lo que puede considerarse que dichos sonidos son nuevos fonemas naciones en awajún (es decir, susceptibles de en el futuro de presentar oposición fonológica sistemática con [m] y [n]). Existe cuatro timbres vocálicos, existiendo oposición entre vocales nasales y no nasales.
La estructura silábica es simple: (C)V(N) en el nivel fonético, aunque algunos procesos fonológicos como la sinéresis o la elisión vocálica producen formas fonéticas con estructuras más complejas, pudiendo aparecer diptongos y algunos pocos triptongos, así como grupos consonánticos complejos.
Existe un acento tonal distintivo asignado a un núcleo silábico de la palabra, dicho acento es inseparable de la vocal sobre la que recae (tal como sucede en español). Fonéticamente una vocal larga o un diptongo puede presentar un contorno tonal ascendente o descendente si una de las vocales fonológicas de las que procede era un núcleo silábico acentuado.

### Gramática
El awajún es una lengua con marcaje de núcleo y marcaje de complemento, de tipología aglutinante con cierto grado de fusión. Es casi exclusivamente una lengua sufijante con una fuerte tendencia a usar el orden sintáctico SOV, siendo esto último obligatorio en oraciones subordinadas. Su alineamiento morfosintáctico es de tipo nominativo-acusativo estricto.

#### Pronombres personales
- yo...wi // nosotros...íi
- tú...áme // vosotros...átum'

'
- él...ni' // ellos..díta

#### Nombres de los números
- uno...makichik
- dos...jímag
- tres...kampátum
- cuatro...sup
- cinco...wej
- seis...juk
- siete...tsen
- ocho...yuk
- nueve...wam
- diez...tun
- los números en awajun se actualizaron en los últimos años.